# جون برترام
جون برترام هو سياسي كندي، ولد في 16 أكتوبر 1837، وتوفي في 28 نوفمبر 1904 في تورونتو في كندا. حزبياً، نشط في الحزب الليبرالي الكندي. وقد انتخب عضو مجلس العموم الكندي.